# 克莉丝汀娜·罗肯
克莉丝汀娜·萨莫尔·罗肯（英語：Kristanna Sommer Loken，1979年10月8日—） 是一位美国模特和女演员，最著名的角色有《终结者3》（Terminator 3: Rise of the Machines）、《吸血萊恩》（BloodRayne）和《魔影狂花》（Painkiller Jane）。